# Otxamtxira
Otxamtxira o Otxamtxire (abkhaz: Очамчыра, Otxamtxira; georgià: ოჩამჩირე, Otxamtxire; rus: Очамчира, Otxamtxira) és una ciutat portuària a la costa de la mar Negra a Abkhàzia, a la riba del Ghalidzga o Aaldzga; és capital del districte del mateix nom. Segons el cens de 1978 tenia 18.700 habitants però després de la guerra de 1992-1993 va perdre població per la fugida dels georgians.
La vila fou fundada per grecs vers el 500 aC i va portar el nom de Gueinos o Guyenos. La ciutat vella que s'ha trobat prop de la moderna, se suposa que era la ciutat grega, encara que hi ha dubtes sobre això degut al mal estat de conservació de les restes. Va pertànyer a l'Imperi Romà d'Orient, al principat d'Abkhàzia i finalment a l'Imperi Otomà fins al segle xix quan va passar a Rússia després de la batalla d'Otxamtxire del 1877. Després de la revolució fou part d'Abkhàzia que va ser incorporada a la República Socialista Soviètica de Geòrgia. El 1992 una revolta per la independència va ser sufocada pels georgians sota Zviad Gamsakhurdia; però el 1993 amb el suport de Rússia es va poder establir el poder nacional abkhaz. Llavors Geòrgia va imposar un bloqueig econòmic a la regió que va afectar la ciutat. Després de la guerra de 2008 el president d'Abkhàzia va anunciar el 2009 que concediria una base naval a Rússia a Otxamtxire per la flota de la mar Negra avui a Sebastòpol.